# Септемврийци (Монтанская область)
Септемврийци (болг. Септемврийци) — село в Болгарии. Находится в Монтанской области, входит в общину Вылчедрым. Население составляет 1 136 человек.

## Политическая ситуация
В местном кметстве Септемврийци, в состав которого входит Септемврийци, должность кмета (старосты) исполняет Димитр Василев Бонев (Демократы за сильную Болгарию (ДСБ)) по результатам выборов правления кметства.
Кмет (мэр) общины Вылчедрым — Иван Христов Барзин (Земледельческий союз Александра Стамболийского (ЗСАС)) по результатам выборов в правление общины.